# Jos Narinx
Jozef Wilhelmus (Jos) Narinx (Maastricht, 24 november 1889 - Neuengamme (Hamburg) 7 januari 1943) was een Nederlands kunstenaar en een van de oprichters van de Limburgse Kunstkring.

## Leven en werk

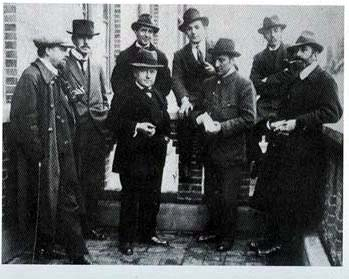
De leden van de Limburgse Kunstkring bij haar oprichting in 1910 te Maastricht

In 1910 werd in Maastricht op initiatief van Rob Graafland de Limburgse Kunstkring opgericht. Mede oprichters waren Jan Bakhoven, Guillaume Eberhard, Herman Gouwe, Rob Graafland, Frans van de Laar, Henri Jonas, J. Van der Kooy, Jos Narinx en Vic Reinders. De leden hielden zich bezig met eigentijdse kunst met een persoonlijk karakter.
Hij volgde zijn opleiding, van 1918 tot 1921, samen met Han Jelinger, Henri Jonas en Jos Postmes aan de Rijksakademie van Beeldende Kunsten te Amsterdam en werd daar onderwezen door Antoon Derkinderen.
In 1933 hield de Limburgse Kunstkring een groepstentoonstelling met werken o.a werken van Narinx, Edmond Bellefroid, Helinger en Postmes. In de Limburger koerier werd Narinx gezien als een mogelijke revelatie. Zijn werk bevond zich nog in een voorbereidende fase maar toonde een poëtische visie dat deed uitkijken naar zijn toekomstig rijper werk.

## Tweede Wereldoorlog
Jos Narinx komt op 7 januari 1943 te overlijden in het concentratiekamp Neuengamme. Narinx werd op 25 juni 1942 opgepakt door de Sipo en de Ordnungspolizei, hij stond vermoedelijk op een lijst van vijftig namen die het verzetsblad De Vonk zouden hebben verspreid.

## Exposities
- 1945 - Kunst in vrijheid. Rijksmuseum, Amsterdam[3][4]
- 1976 - Vergeten Limburgers - een historisch tijdsbeeld. Museum Van Bommel Van Dam, Venlo[5]
- 1995 - Rebel mijn hart. Kunstenaars 1940-1945. Nieuwe Kerk, Amsterdam[6][7]